# Districtul Lam Thap
Lam Thap (în thailandeză ลำทับ) este un district (Amphoe) din provincia Krabi, Thailanda, cu o populație de 20.069 de locuitori și o suprafață de 320,708 km².

## Componență
Districtul este subdivizat în 4 subdistricte (tambon), care sunt subdivizate în 27 de sate (muban).
| Nr. | Nume            | În thailandeză | Sate | Locuitori |  |
| 1.  | Lam Thap        | ลำทับ           | 10   | 7,493     |  |
| 2.  | Din Udom        | ดินอุดม          | 6    | 5,107     |  |
| 3.  | Thung Sai Thong | ทุ่งไทรทอง       | 5    | 4,312     |  |
| 4.  | Din Daeng       | ดินแดง          | 6    | 3,157     |  |

|| 
|}